# Tiberius Iulius Candidus Capito

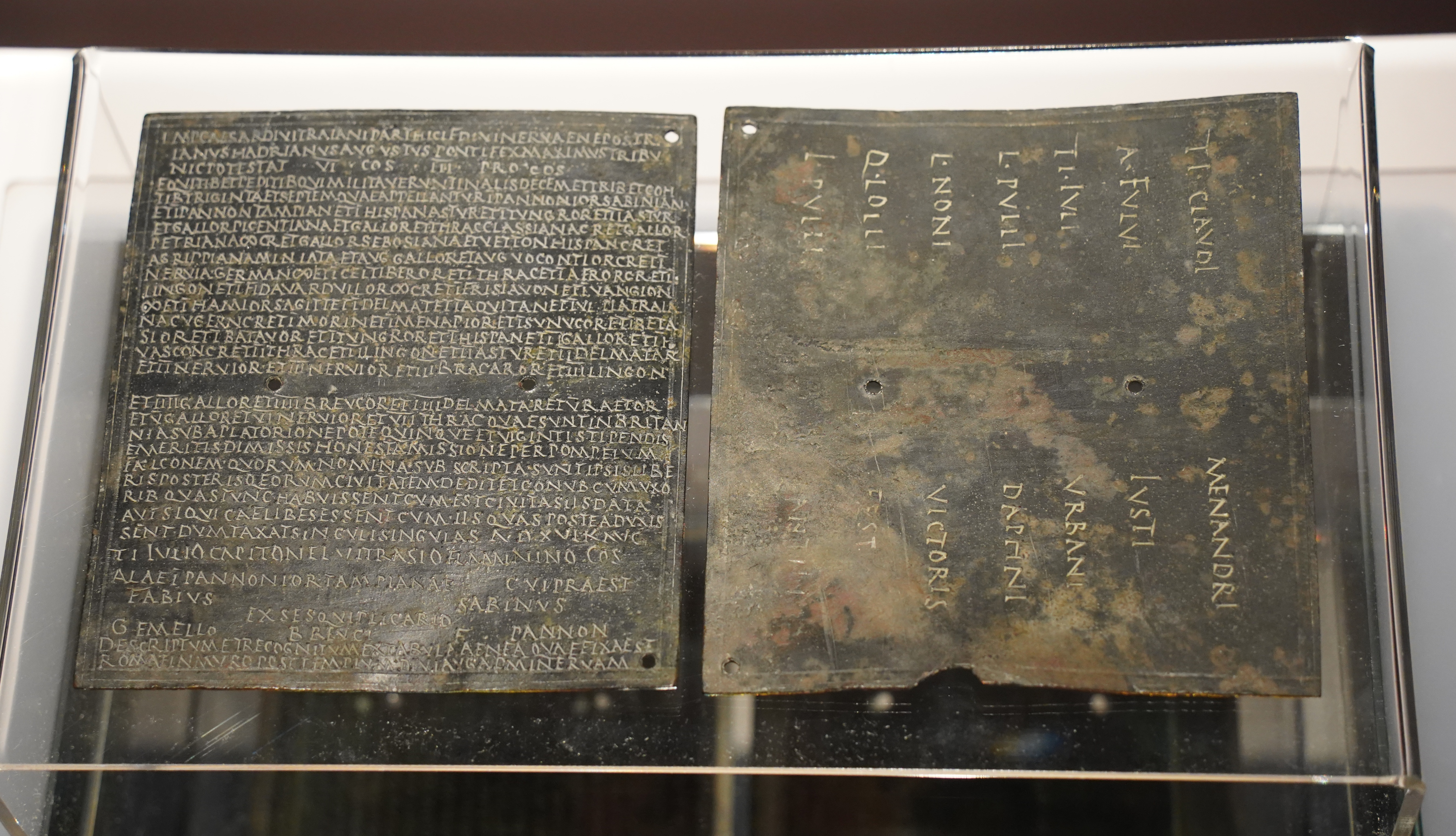
Eines der Militärdiplome des Jahres 122

Tiberius Iulius Candidus Capito war ein im 2. Jahrhundert n. Chr. lebender römischer Politiker. In den Militärdiplomen wird sein Name als Tiberius Iulius Capito angegeben.
Durch Militärdiplome, die auf den 17. Juli 122 datiert sind, ist belegt, dass Capito 122 zusammen mit Lucius Vitrasius Flamininus Suffektkonsul war; die beiden übten dieses Amt vermutlich vom 1. Juli bis zum 30. September aus.